# Salins, Cantal

Salins este o comună în departamentul Cantal, Franța. În 1 ianuarie 2022 avea o populație de 144 de locuitori.